# علم كاليدونيا الجديدة
حتى عام 2010 كان العلم الرسمي الوحيد لكاليدونيا الجديدة، وهي إقليم وراء البحار تابع لفرنسا، كان العلم الفرنسي. ولكن مع اعتماد رسمي لعلم الكاناك إلى جانب العلم الفرنسي في تموز 2010، أصبحت كاليدونيا الجديدة واحدة من عدد قليل من البلدان أو الأقاليم في العالم مع 2 من الأعلام الوطنية والرسمية.
في عام 2008 ناقشت الحكومة في كاليدونيا الجديدة إدخال العلم الرسمي الإقليمي والنشيد الوطني، كما هو مطلوب في اتفاق نوميا. في تلك الأيام كان العلم غير الرسمي المستخدم على نطاق واسع هو علم الكاناك جبهة التحرير الوطني والاشتراكي، وهو حزب سياسي يؤيد استقلال كاليدونيا الجديدة، ولكن هذا العلم بقي غير رسمي وظل العلم الفرنسي العلم الوحيد الرسمي لسنتين اضافيتين.
فقط في 17 تموز 2010، حيث شارك رئيس الوزراء الفرنسي فرانسوا فيون في حفل أقيم في نوميا تم رفع علم جبهة التحرير الوطني والاشتراكي، إلى جانب العلم الفرنسي، وإعطاء صفة رسمية على حد سواء للأعلام. قبل وقت قصير من الزيارة لكاليدونيا الجديدة صوت الكونغرس على اعتماد علم الكاناك جنبا إلى جنب مع العلم الفرنسي.
اعتماد علم الكاناك اثار الكثير من الجدل في ما بعد. بعض سكان كاليدونيا الجديدة قالوا انه يجب أن يكون لكاليدونيا الجديدة علم جديد تماما، التي من شأنها أن تدمج التصاميم من الألوان للعلم الفرنسي وأعلام الكاناك. مثل هذا العلم الجديد سيسعى لتعزيز «المصير المشترك» للكاناكيين كإثنية وعرق السكان الأصليين مع السكان الفرنسيين في كاليدونيا الجديدة.